# Sestav desetih šeststranih prizem
Sestav desetih šeststranih prizem je v geometriji s simetrično razporeditvijo desetih šeststranih prizem, ki so razporejene vzdolž osi s  trikratno vrtilno simetrijo ikozaedra.
Sklic v preglednici na desni se nanaša na seznam sestavov uniformnih poliedrov.

## Kartezične koordinate
Kartezične koordinate vseh oglišč tega telesa so vse ciklične permutacije vrednosti
(±√3, ±(τ−1−τ√3), ±(τ+τ−1√3))
(±2√3, ±τ−1, ±τ)
(±(1+√3), ±(1−τ√3), ±(1+τ−1√3))
(±(τ−τ−1√3), ±√3, ±(τ−1+τ√3))
(±(1−τ−1√3), ±(1−√3), ±(1+τ√3))
kjer je τ = (1+√5)/2  zlati rez, ki se včasih piše kot φ.

## Vir
- Skilling, John (1976), »Uniform Compounds of Uniform Polyhedra«, Mathematical Proceedings of the Cambridge Philosophical Society, 79 (3): 447–457, doi:10.1017/S0305004100052440, MR 0397554.

==